# Verpflichtungsklage
Die Verpflichtungsklage ist eine Klageart nach der deutschen Verwaltungsgerichtsordnung (VwGO). Mit dieser begehrt der Kläger die Verurteilung der Behörde zum Erlass eines abgelehnten oder unterlassenen Verwaltungsaktes (§ 42 Abs. 1 2. Fall VwGO). Die Verpflichtungsklage ist damit eine Leistungsklage.

## Arten
Für die Zulässigkeit der Verpflichtungsklage ist grundsätzlich die erfolglose Durchführung eines Vorverfahrens gemäß §§ 68 ff. VwGO notwendig. Lehnt die Behörde auch im Widerspruchsverfahren den begehrten Bescheid ab, so ist die Verpflichtungsklage in Gestalt der Versagungsgegenklage statthaft. Entscheidet sie hingegen ohne zureichenden Grund innerhalb einer Frist von drei Monaten über einen Antrag oder Widerspruch nicht, so kommt eine Verpflichtungsklage in Gestalt der Untätigkeitsklage (§ 75 VwGO) in Betracht.

## Begründetheit
Die Verpflichtungsklage ist gemäß § 113 Abs. 5 VwGO begründet, wenn die Ablehnung oder Unterlassung des Verwaltungsaktes rechtswidrig und der Kläger dadurch in seinen Rechten verletzt ist (vgl. insoweit auch Adressatentheorie).
Die Ablehnung oder Unterlassung ist rechtswidrig, wenn der Kläger gegen die Behörde einen Anspruch auf Erlass des beantragten Verwaltungsaktes (§ 113 Abs. 5 Satz 1 VwGO) oder einen Anspruch auf eine ermessensfehlerfreie Entscheidung hat (§ 113 Abs. 5 Satz 2 VwGO).
Spruchreife einer Sache bedeutet, dass das Gericht zu einer abschließenden Entscheidung über den Erlass des Verwaltungsaktes imstande ist.
Maßgeblicher Zeitpunkt für die Beurteilung der Sach- und Rechtslage ist bei der Verpflichtungsklage der Zeitpunkt der letzten mündlichen Verhandlung. Bei der Anfechtungsklage kommt es hingegen grundsätzlich auf den Zeitpunkt der letzten Behördenentscheidung an, d. h. auf die Bekanntgabe des Widerspruchs- bzw. des Ausgangsbescheids bei Entbehrlichkeit des Vorverfahrens.

## Gerichtliche Entscheidung
Handelt es sich bei dem begehrten Verwaltungsakt um eine gebundene Entscheidung, so verurteilt das Gericht die Behörde dazu, den gewünschten Verwaltungsakt zu erlassen. Es ergeht ein Vornahmeurteil, § 113 Abs. 5 Satz 1 VwGO. Hat die Behörde bei dem begehrten Verwaltungsakt jedoch ein Ermessen, so darf das Gericht das behördliche Ermessen nicht einfach durch eine eigene Entscheidung ersetzen. Vielmehr verpflichtet es die Behörde in einem Bescheidungsurteil gemäß § 113 Abs. 5 Satz 2 VwGO zu einer ermessensfehlerfreien Entscheidung unter Beachtung der Rechtsauffassung des Gerichts.

## Besondere Verwaltungsgerichtsbarkeit
Auch das Sozialgerichtsgesetz sieht die Verpflichtungsklage in § 54 Abs. 1 Satz 1 3. Fall SGG in Form der Weigerungsklage sowie in § 54 Abs. 1 Satz 1 4. Fall SGG i. V. m. § 88 SGG in Form der Untätigkeitsklage vor. Die Finanzgerichtsordnung enthält eine entsprechende Regelung in § 40 Abs. 1 FGO.
Die Fristen, die vor Erhebung einer Untätigkeitsklage abzuwarten sind, sind im SGG und in der FGO jedoch abweichend von der VwGO geregelt. Die Frist beträgt bei Nichtbescheidung eines Antrags gem. § 88 Abs. 1 SGG nicht nur drei, sondern sechs Monate. Gem. § 46 Abs. 1 FGO gilt die Sechs-Monats-Frist sowohl bei Nichtbescheidung eines Antrags als auch bei Nichtbescheidung eines außergerichtlichen Rechtsbehelfs (Einspruch).